# Phrynocris notabilis
Phrynocris notabilis là một loài bọ cánh cứng trong họ Cerambycidae.